# Bar des rails
Pour plus de détails, voir Fiche technique et Distribution.
Bar des rails est un film français réalisé par Cédric Kahn, sorti en France le 8 janvier 1992.

## Fiche technique
- Réalisation et scénario : Cédric Kahn
- Photo : Antoine Roch
- Montage : Emmanuelle Castro
- Producteurs : Béatrice Caufman, Jean-Luc Ormières
- Sociétés de production : UGC Images, Titane
- Distribution : Bac Films
- Pays de production :  France
- Langue : français
- Genre : drame
- Durée : 107 minutes
- Lieu de tournage : Lyon et région Rhône-Alpes
- Date de sortie :
  - France : 8 janvier 1992

## Distribution
- Fabienne Babe : Marion
- Marc Vidal : Richard
- Brigitte Roüan : Jeanne
- Nicolas Ploux : Alexandre
- Nathalie Richard : Monique, la serveuse
- Estelle Larrivaz : Beatrice
- François Decaux : Le père
- Patrick Pérez : Michel
- Dan Herzberg : Jean-Luc
- Guy Pannequin :	 l'amant de Jeanne